# 弁護士高見沢響子
『弁護士高見沢響子』（べんごしたかみざわきょうこ）は、1998年から2014年までTBS系で放送されたテレビドラマシリーズ。全12回。主演は市原悦子。
放送枠は「月曜ドラマスペシャル」（第1作 - 第3作）、「月曜ミステリー劇場」（第4作 - 第7作）、「月曜ゴールデン」（第8作 - 第12作）。
高見沢法律事務所の所在地は表参道、社用車はPeugeot（プジョー）10話ではシトロエン。いずれも色はブルー。
市原悦子が「家政婦は見た!」シリーズ・「おばさんデカ 桜乙女の事件帖」などと異なる弁護士としての凛とした演技をみせる。

## 登場人物

### 神岡高見沢法律事務所 → 高見沢法律事務所
高見沢響子
演 - 市原悦子
弁護士、高見沢法律事務所の所長。亡き夫も弁護士で二人とも東京大学卒。
久松啓子
演 - あめくみちこ
響子の助手（補助者）。司法試験に毎年落ち続けている。第8作で択一式試験（旧司法試験1次）には合格。
島野健治
演 - 岸端正浩（第5作 - 第12作）
高見沢法律事務所の所員。

#### 前作までのメンバー
神岡誠一郎
演 - 室田日出男（第1作 - 第5作）
神岡高見沢法律事務所の弁護士。響子の先輩弁護士。
香取順
演 - 倉崎青児（第1作 - 第4作）
神岡高見沢法律事務所の所員。
荒木加奈恵
演 - 会津素子（第3作）
神岡高見沢法律事務所の所員。
水野小百合
演 - 椎名令恵（第6作・第7作）
高見沢法律事務所の所員。
美咲
演 - 西慶子（第9作）
高見沢法律事務所の所員。
西山佐知子
演 - 舟木幸（第10作）
高見沢法律事務所の所員。

### 響子の家族
加納康彦
演 - 越村公一（第1作 - 第10作）
英美の夫。北多摩運送の運転手（第1作 - ）。
妻の実家である響子の家で同居しており、妻にも響子にも頭が上がらない。離婚した前妻との間に息子がおり、養育費のことで苦慮している。
加納英美
演 - 勇静華（第1作 - 第10作）
響子の娘。旧姓は高見沢。北多摩運送の事務員（第1作）。
妻子ある男性である康彦と不倫の末に結婚した。かなり気の強い性格で、夫のことを「ヤスッチ」と呼んで尻に敷いている。
加納真希
演 - 佐藤未来（第4作）、今泉野乃香（第5作 - 第10作）
康彦と英美の娘。響子の孫。
高見沢健一郎
演 - 加門良（第10作）
響子の亡夫。

### その他
岩崎幸四郎
演 - 佐藤慶（第7作・第8作）
響子の先輩弁護士。

### ゲスト
第1作「愛しすぎて殺す女 上弦の月が浮かぶ夜、多淫症の女が引き起こす連続殺人事件! 弁護士が挑んだ真実とは」（1998年）
- 石井加奈子（木村工業 社員・元警察官） - 川上麻衣子
- 中島次郎（警部補・高見沢響子の顔見知り） - 高橋長英
- 北野（加奈子の親友） - 菅原あき
- 西野誠（内科医） - 本田清澄
- 溝口（西江東警察署 刑事・加奈子の元恋人） - 安藤一夫
- 友原京介（木村工業人事部） - 粟津號
- 松山（木村工業 社員） - 金子あい
- 桜井由布（事務員） - 桜井ゆき
- 加奈子の祖母 - 石井トミコ
- リエ子（マッサージ） - 重田千穂子
- 石井（加奈子の父・駐在巡査） - 金子研三
- 検事 - 廣田行生
- 裁判長 - 守屋俊志
- 下田（木村工業 課長） - 山田百貴
- コインランドリーの男 - 日比野暢
- アナウンサー - 宮路佳具

第2作「何度でもあの男を殺します! 犯行理由を黙秘し続ける女と絶望の家族を響子は救えるのか？」（1999年）
- 沢口ゆり子（不動産会社社員） - 濱田万葉
- 沢口亜希子（秀行とゆり子の母・修司の妻） - 服部妙子
- 沢口秀行（ゆり子の兄・7年前死亡） - 蟹江一平
- 島村和夫（桜花高等学校 教師） - 出光秀一郎
- 区役所職員 - 町田真一
- 川村義雄（船宿従業員・島村の高校時代の同級生） - 仲田天使
- 友田（刑事） - 伊藤昌一
- DV相談員 - 竹本純平
- 沢口修司（秀行とゆり子の父・タクシードライバー） - 村井国夫

第3作「息子をリンチ殺害された母が報復殺人に走った! 計画殺人と疑われる彼女を響子は法廷で守る事ができるのか?」（2000年）
- 秋山里美（元クリーニング店経営者） - 藤真利子
- 大野勝也（里美の元夫） - 小倉一郎
- 蓮見怜子（元店員） - 衣通真由美
- 奥村悠里子 - 上良早紀
- 山根（芝浦警察署 刑事） - 久保酎吉
- 和田仁志（3年前に一樹を殺した主犯格） - 並川孝太
- 佐久間修司（3年前に一樹を殺した主犯格） - 天野浩成
- 津島（検事） - 山形恵介
- 伊藤光子（加納康彦の別れた妻） - 杉野なつ美
- 深山律子（証人・近所の住人） - 巴三枝
- 大野一樹（大野と里美の息子・3年前死亡） - 岡部敬寛

第4作「私は駄目な主婦…愛した人はみんな死んでいく…夫殺害で逮捕された妻に漂う過去の影…響子の名推理で逆転無罪なるか!!」（2001年）
- 名村麻美（看護師） - 渡辺梓（少女時代：倉沢桃子）
- 浅野薫（小児科医・麻美の幼馴染） - 寺島しのぶ
- 浅野光（薫の夫・会社員） - 池田政典
- 村木真理子（麻美の伯母） - 根岸季衣
- 名村康祐（麻美の夫） - 角田英介
- 池田孝太郎（麻美の父） - 早川純一
- 池田寿美（麻美の母） - 巴三枝
- 高井謙吾（麻美と同じ病院の内科医・浅野の大学の先輩） - 上杉陽一
- 中津義則（証券会社をリストラ） - 吉満涼太
- 美山佐知子（美容院） - 子島麻衣子
- 倉田（市役所職員・寿美の同級生） - 江良潤
- 相馬（検事） - 藤田宗久
- 永峰（警視庁捜査一課 刑事） - 望月太郎
- 新村（刑事・永峰の部下） - 守屋俊志
- 森安加代子、鯨エマ

第5作「留置番号36番 名前すら黙秘する少女が殺したのは実の父! 謎の200万円と大物国会議員の接点を探る響子…死刑から少女を救え」（2002年）
- 滝川舞（風俗店勤務・偽名「桜井」） - 安達祐実
- 森村真澄（弁護士・舞の母） - 萩尾みどり
- 滝川明弘（舞の父） - 寺杣昌紀
- 大山栄（真澄の父・元大物政治家） - 渥美國泰
- 芥川圭一（ビルのオーナー） - 南州太郎
- 村木隆史（芥川の部下） - あご勇
- 塩野夏美（滝川の元妻） - 神保美喜
- 裁判長 - 伊藤幸純
- 坂本 - 七枝実
- 藤原（精神科医） - 志賀圭二郎
- 律子 - 山本緑
- 海藤光平（鉄道評論家） - 望月太郎
- 山口（看守） - 山本ふじこ
- 田之倉（秘書） - 辻つとむ
- 森岡（検事） - 久保酎吉
- 三井（渋谷中央警察署 刑事） - 浅見小四郎
- 須藤（鉄橋近くの床屋） - 相馬剛三
- 森村 - 窪園純一
- 悦子（高校教師） - 大田沙也加
- 久保山知洋、春名美咲、緒方美穂、木下和美、田中靖世、垣内裕一、岡田茜、稲葉大助、今井葉月、井上美栄子、森川光、相沢知美

第6作「末期ガンに苦しむ男が生命維持装置を外されて死んだ」（2003年）
- 阪口直子（雄一郎の愛人） - 渡辺典子
- 谷村千晶（城北中央病院 内科医） - 金久美子
- 谷村雄一郎（千晶の夫・警備員） - 長谷川初範
- 山北信夫（直子の元夫・山北水上運輸 社長） - 井田國彦
- 村山耕平（城北中央病院 外科医・千晶の同期） - 片岡弘貴
- 井上（大日本トレーディング 社員） - 石田登星
- 竹田（城北中央病院 医師・雄一郎の担当医） - 緒形幹太
- 映島（城北中央病院 看護師） - 大塚良重
- 理恵子（城北中央病院 看護師） - 中上ちか
- 城北中央病院 看護師 - 田口育実
- 裁判長 - 森下哲夫
- 下山（城北中央病院 末期癌患者） - 藤井びん
- 宮口（検察官） - 荻島眞一
- 戸田光男（山北水上運輸 社員） - 光宣
- 島川（城北中央病院 警備員） - 芝崎昇
- 山北裕（山北と直子の息子・2001年8月 死亡） - 大久保拓真
- 下山和子（下山の妻） - 大草理乙子
- 山北千鶴子（信夫の母） - 原知佐子

第7作「消えたわが子よ!! 月の光とテディベアの謎…少女監禁殺害事件の法廷で男が発砲!! 勝ち目のない拳銃男の弁護に響子が挑む」（2005年）
- 毛利光俊（会社員） - 蟹江敬三
- 杉下正子（なつみの母） - 中村久美
- 杉下なつみ（中学生） - 佐藤栞菜
- 毛利八重（毛利の妻） - 宮下順子
- 毛利美鈴（毛利の娘・故人） - 山崎彩央
- 毛利加奈子（美鈴の妹） - 丸川沙綾
- 田倉雅夫（なつみを殺した犯人） - 小山裕達
- 宮村一樹（美鈴を乱暴した無職の青年） - 金原泰成
- 野村理香子（犯罪被害者支援） - 松沢有紗
- 深山 - 樋口靖
- 長谷川智 - 武井秀哲

第8作「警察官の愛人が変死!! …容疑者は警官の妻!? 弁護士響子を襲う謎の妨害工作! 事件の陰には悲しい愛の運命が」（2006年）
- 河合美紀子（清保会総合病院 看護師・石川の愛人） - 奈良崎まどか
- 石川涼子（石川の妻・ホステス） - 遊井亮子
- 澤村真澄（澤村の妻） - 山下容莉枝
- 澤村茂樹（警察庁中央管区警察局長・高見沢響子の旧知） - 榎木孝明
- 氷室（代々木西警察署 刑事） - 春田純一
- 澤村左知子（澤村と真澄の娘・高校生） - 織田菜月
- 石川耕平（巡査） - 蟹江一平
- 宮島志津枝（屋台のおでん屋のパート従業員・元ホステス） - 淡路恵子
- 持田（屋台のおでん屋） - 沼田爆
- 正子（清保会総合病院 看護師長） - 川俣しのぶ
- 牛越（代々木西警察署 刑事・氷室の部下） - 櫻庭博道
- 戸張（茂樹の部下） - 河野洋一郎
- 澤村義樹（茂樹の義兄・練馬南小学校 校長） - 草野裕
- 早野（屋台のおでん屋の常連客） - 竹本純平
- 駄菓子屋 - 剛州
- 田口（巡査） - 二橋進
- 吉野凌介、田口育美、小林かづこ、藤咲舞

第9作「家族にあらず!! 夫と娘を殺害した鬼畜女!? もはや家族の絆は崩壊したのか? 現代社会の闇に響子が鋭くメスを入れる問題作!!」（2008年）
- 宮村凛子（宮村と奈津子の娘） - 野村涼乃
- 宮村奈津子（宮村の妻・ホステス） - 洞口依子
- 楠本和也（スナック経営者） - 金山一彦
- 武田好美（武田の妻） - 朝加真由美
- 橋本（刑事） - 新藤栄作
- 寺島美保（ホステス） - 八木小緒里
- 森屋節子（リサイクル店） - 二階堂千寿
- 三杉健一（拳銃立てこもり犯） - 赤星昇一郎
- 三杉佳奈子（三杉の妻） - 中村高華
- 武田茂明（武田と好美の息子） - 田中康寛
- 宮村雄二（無職） - 日野弘毅
- 武田広行（凛子と仲良しの男） - 梅沢富美男

第10作「老人ホーム経営者殺人事件! 容疑者は亡夫の愛人? 突然の弁護依頼に苦悩する響子! 嘘の裏に隠された哀しい真相とは?」（2009年）
- 田村イサク（野口酒店 店員） - 一條俊
- 新井田康之（特別養護老人ホーム「カイン・ライフ練馬」経営者） - 潮哲也
- 根本楓（新井田の愛人・銀座ホステス） - 小松みゆき
- 並木小枝子 - 日向明子
- 山下（刑事） - 谷村好一
- 刑事 - 由地慶伍
- 荻野（店長） - 重松収
- 田村（シスター） - 阪上和子
- 佐伯房江 - 田岡美也子
- 認知症老人 - 五月晴子
- 達子 - 大草理乙子
- 奥さん - 松本じゅん
- 宮前（産婦人科医） - 村松恭子
- レポーター - 森谷ふみ
- チンピラ風の男 - 佐々木岳史、戯武尊、武井秀哲
- 城戸孝太郎（代議士） - 綿引勝彦
- 野口譲次（野口酒店 店主・新井田の旧知） - 夏八木勲
- 神谷美智子（新井田の元愛人・元料亭女将） - 多岐川裕美

第11作「夢の花」（2011年）
- 藤代弥生（介護士・本名「坂井真理子」） - 京野ことみ
- 藤代菊子（市郎の妻・1年前死亡） - 白川和子
- 中島誠一（代議士秘書） - 中島久之
- 高橋（刑事） - 木村栄
- 山口（刑事・高橋の部下） - 佐々木岳史
- 藤代豪（市郎と菊子の息子） - 近童弐吉（20代：入江賢）
- 岡田（ヘルパー） - 大島蓉子
- 加藤 - 志賀圭二郎
- 記者 - 若葉要
- 藤代翔（弥生の息子） - 佐藤瑠生亮
- 津田健三（さくま書店 店主） - 平泉成
- 佐藤市郎（藤代家当主・本名「藤代市郎」） - 米倉斉加年

第12作「観覧車の男」（2014年）
- 古浦秋子（古浦の後妻・資産家の娘） - 筒井真理子
- 山岡久子（古浦の前妻） - 萩尾みどり
- 中島繁行（春子の夫） - 井上康
- 中島春子（秋子の妹） - わかばかなめ
- 鬼頭登（8年前の強盗殺人犯・暴力団構成員） - 加藤啓
- 富田（刑事） - 佐々木岳史
- 警察官 - 志賀圭二郎
- 山岡愛子（古浦と久子の娘・元銀行員兼ホステス・8年前死亡） - 富岡英里子
- 検事 - 小林香織
- 滝本幸子（滝本法律事務所 弁護士） - 秋本奈緒美
- 佐藤（刑事） - 佐戸井けん太
- 旅館仲居 - 大草理乙子
- 裁判長 - 坂口進也
- 高松（警部補） - 渡辺寛二
- 吉田勝（8年前の強盗殺人犯） - 潮見勇輝
- 多田剛（8年前の強盗殺人犯） - 村松浩
- 医師 - 金井良信
- 看護師 - 泉関奈津子
- 園田泰造（不動産業者） - 近藤芳正
- 古浦信一（脚本家） - 石橋蓮司

## スタッフ
- 脚本 - 石原武龍（第1作 - 第10作）、竹山洋（第11作 - ）
- 監督 - 三村晴彦（第1作）、長尾啓司（第2作 - 第4作・第6作 - 第10作）、出目昌伸（第5作）、堀川とんこう（第11作 - ）
- プロデュース - 大下晴義（第1作 - ）、土橋覚（第4作 - 第6作・第9作）、内丸摂子（第7作・第8作）、横山千賀（第10作 - ）
- 制作 - 東阪企画、TBS

## 放送日程
- 第12作は2014年4月14日に放送する予定であったが、蟹江敬三の死去に伴い『世直し公務員ザ・公証人』を先行して放送した。

| 話数 | 放送日         | サブタイトル | 脚本     | 監督         | 視聴率 |
| ---- | -------------- | --- | -------- | ------------ | ------ |
| 1    | 1998年06月15日 | 愛しすぎて殺す女 上弦の月が浮かぶ夜、多淫症の女が引き起こす連続殺人事件! 弁護士が挑んだ真実とは                    | 石原武龍 | 三村晴彦     | 18.0%  |
| 2    | 1999年04月05日 | 何度でもあの男を殺します! 犯行理由を黙秘し続ける女と絶望の家族を響子は救えるのか？                                 | 石原武龍 | 長尾啓司     | 17.0%  |
| 3    | 2000年04月24日 | 息子をリンチ殺害された母が報復殺人に走った! 計画殺人と疑われる彼女を響子は法廷で守る事ができるのか?                | 石原武龍 | 長尾啓司     | 16.3%  |
| 4    | 2001年05月07日 | 私は駄目な主婦…愛した人はみんな死んでいく… 夫殺害で逮捕された妻に漂う過去の影…響子の名推理で逆転無罪なるか!!       | 石原武龍 | 長尾啓司     | 16.2%  |
| 5    | 2002年05月06日 | 留置番号36番 名前すら黙秘する少女が殺したのは実の父! 謎の200万円と大物国会議員の接点を探る響子…死刑から少女を救え  | 石原武龍 | 出目昌伸     | 19.2%  |
| 6    | 2003年04月28日 | 末期ガンに苦しむ男が生命維持装置を外されて死んだ                                                                   | 石原武龍 | 長尾啓司     | 16.6%  |
| 7    | 2005年06月27日 | 消えたわが子よ!! 月の光とテディベアの謎…少女監禁殺害事件の法廷で男が発砲!! 勝ち目のない拳銃男の弁護に響子が挑む    | 石原武龍 | 長尾啓司     | 12.6%  |
| 8    | 2006年11月06日 | 警察官の愛人が変死!! …容疑者は警官の妻!? 弁護士響子を襲う謎の妨害工作! 事件の陰には悲しい愛の運命が                | 石原武龍 | 長尾啓司     | 16.1%  |
| 9    | 2008年05月12日 | 家族にあらず!! 夫と娘を殺害した鬼畜女!? もはや家族の絆は崩壊したのか? 現代社会の闇に響子が鋭くメスを入れる問題作!! | 石原武龍 | 長尾啓司     | 11.2%  |
| 10   | 2009年10月19日 | 老人ホーム経営者殺人事件! 容疑者は亡夫の愛人? 突然の弁護依頼に苦悩する響子! 嘘の裏に隠された哀しい真相とは?        | 石原武龍 | 長尾啓司     |        |
| 11   | 2011年10月17日 | 夢の花 | 竹山洋   | 堀川とんこう | 12.8%  |
| 12   | 2014年07月07日 | 観覧車の男 | 竹山洋   | 堀川とんこう | 08.8%  |

- 視聴率はビデオリサーチ調べ、関東地区・世帯

## その他
- 響子に的確なアドバイスをしていた先輩弁護士役の室田日出男が2002年に死去したため第5作が室田日出男にとっての遺作となる。第7作からは佐藤慶が新たな先輩弁護士役となる。
- 娘婿役の越村公一、事務員の岸端正浩は市原悦子と同じ事務所である。